# Armádní slovanština

Tmavě zelenou barvou jsou znázorněny oblasti rakousko-uherské monarchie se slovanským obyvatelstvem.

Armádní slovanština (německy Armee-Slawisch) byl specifický jazyk, resp. slovník vyvinutý za účelem řešení jazykových bariér v rakousko-uherské armádě, používaný až do konce první světové války. Byl složený z asi osmdesáti klíčových slov, většinou českého původu.
Jedním z důvodů existence tohoto specializovaného jazyka byla skutečnost, že zatímco němčina a maďarština byly úředními jazyky, polovina vojáků byla rekrutována z oblastí, které hovoří různými slovanskými jazyky. Celkově bylo možné jednat s jedenácti různými úředními jazyky a ještě větším počtem dialektů. I přes snahy, aby vojáci byli seskupováni podle jazyka, stále se vyskytovaly jazykově smíšené jednotky.